# Озоноліз

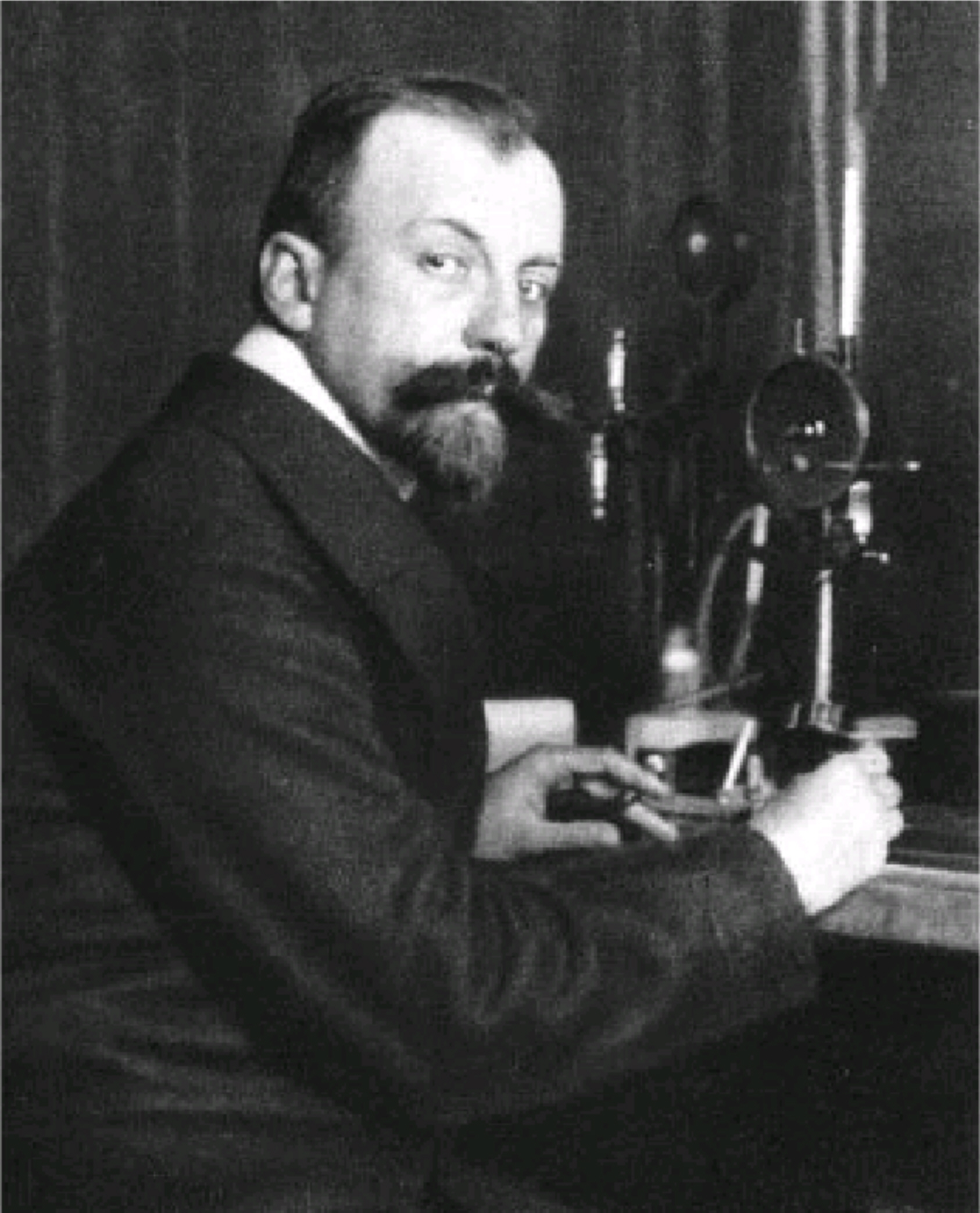
Карл Гаррієс (1906)

Озоно́ліз (реа́кція Га́ррієса) — реакція окиснення озоном ненасичених сполук (із подвійним зв'язком C=C), що супроводжується розривом зв'язку. Вона була відкрита німецьким хіміком Карлом Гаррієсом і допомогла йому встановити будову каучуку.
Більшість алкенів, як встановив Гаррієс, навіть при низких температурах реагують з озоном. При цьому озон приєднується до подвійного зв'язку із наступним його розривом і утворенням циклічних пероксидних сполук, які називають озонідами. Озоніди, подібно до більшості сполук, які містять пероксидні зв'язки (-O-O-), можуть несподівано вибухати з великою силою. Тому озонування необхідно здійснювати з великою обережністю. Озоніди, як правило, не виділяють у чистому вигляді, а розкладають, гідролізуючи водою. При цьому утворюються карбонільні сполуки, за будовою яких можна встановити положення подвійного зв'язку в молекулі алкену. 
На практиці озоноліз має значну перевагу над традиційним розривом ненасичених зв'язків — окисненням, наприклад, перманганатом чи дихроматом калію, оскільки вирізняється винятковою специфічністю.
Окрім застосування у лабораторних цілях, озоноліз також використовується для добування деяких дикарбонових кислот: пеларгонової кислоти з ненасичених олеїнової та ерукової кислот, азелаїнової — з олеїнової і пальмітинової тощо.

## Перебіг реакції
Молекули озону приєднуються за місцем подвійного зв'язку, утворюючи нестійкі, вибухонебезпечні озоніди. При дії води вони швидко гідролізуються із утворенням альдегідів або кетонів. Спрощено реакція озонолізу має наступний запис:

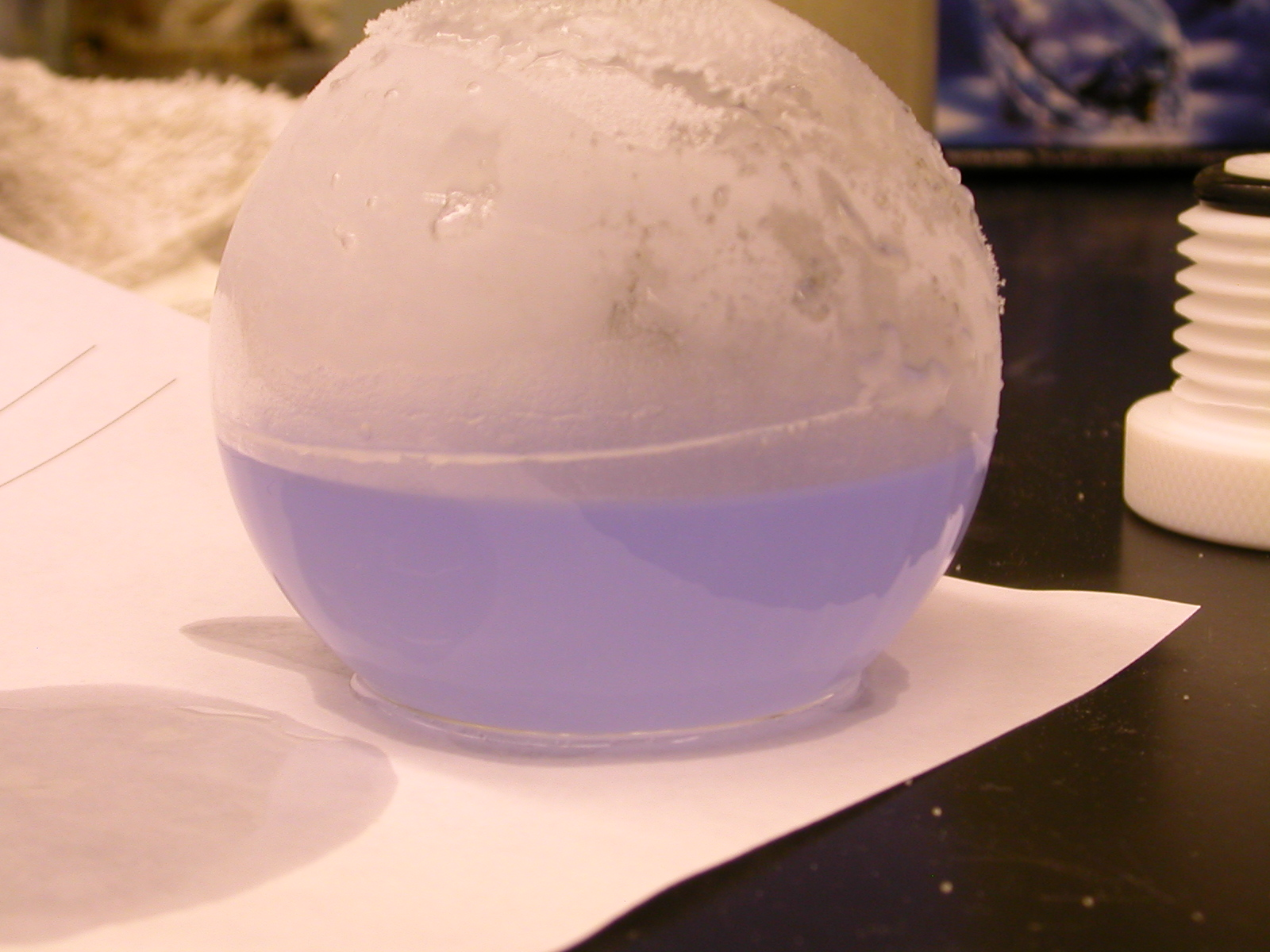
Озон, розчинений у дихлорометані

Перша стадія процесу відбувається при пропусканні озоно-кисневої суміші (5—10% озону) через розчин речовини в інертному розчиннику. Реакцію проводять за низької температури (близько -78 °C). Молекула озону приєднується за подвійним зв'язком (1,3-диполярне приєднання), утворюючи інтермедіат — мольозонід (2). Дана сполука є нестійкою і з неї, внаслідок перегрупування, утворюється озонід (5):
Подальше розкладання озоніду під дією гідролізу відбувається двома шляхами:
1. інший продукт гідролізу, пероксид водню, окиснює утворені альдегіди до карбонових кислот (окиснювальне розкладання);
2. до реакційної суміші додають відновники, що запобігають окисненню. Ними зазвичай виступають цинковий пил в оцтовій кислоті або диметилсульфід в метанолі.

При обробці озоніду борогідридом натрію (сильним відновником) кінцеві сполуки відновлюються до спиртів (в тому числі до діолів).
Аналогічно до аліфатичних сполук проходить реакція і з ненасиченими циклічними сполуками. Наприклад, бензен, що умовно має три подвійні зв'язки, утворює інтермедіат із трьома молекулами O3, котрі розривають зв'язки, а кінцеві атоми C перетворюють на карбонільні групи (альдегідні):
Цю реакцію Гаррієс дослідив у 1904 році.